# Pennfäktaren 11

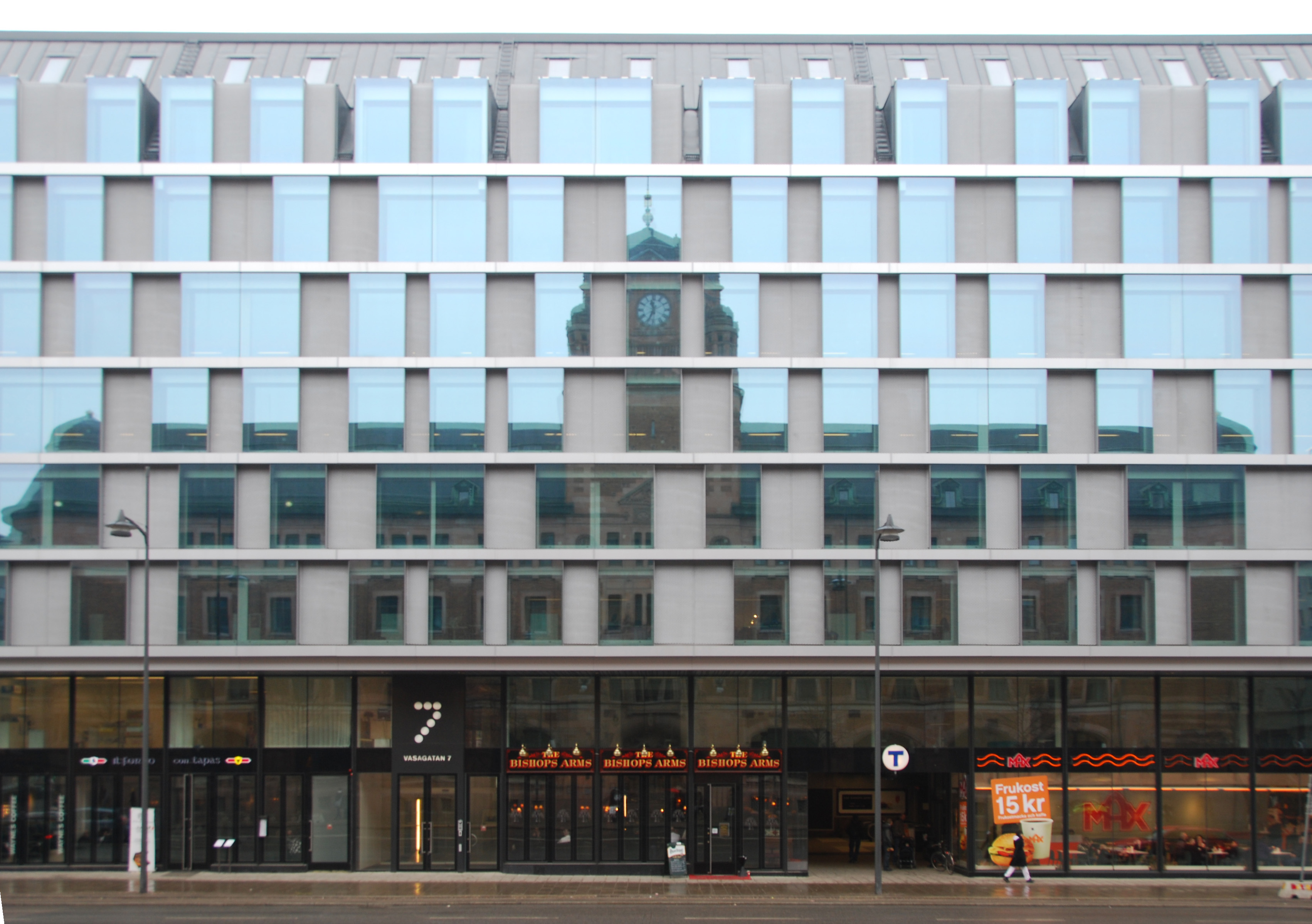
Centralposthuset speglas i fasaden på Pennfäktaren 11

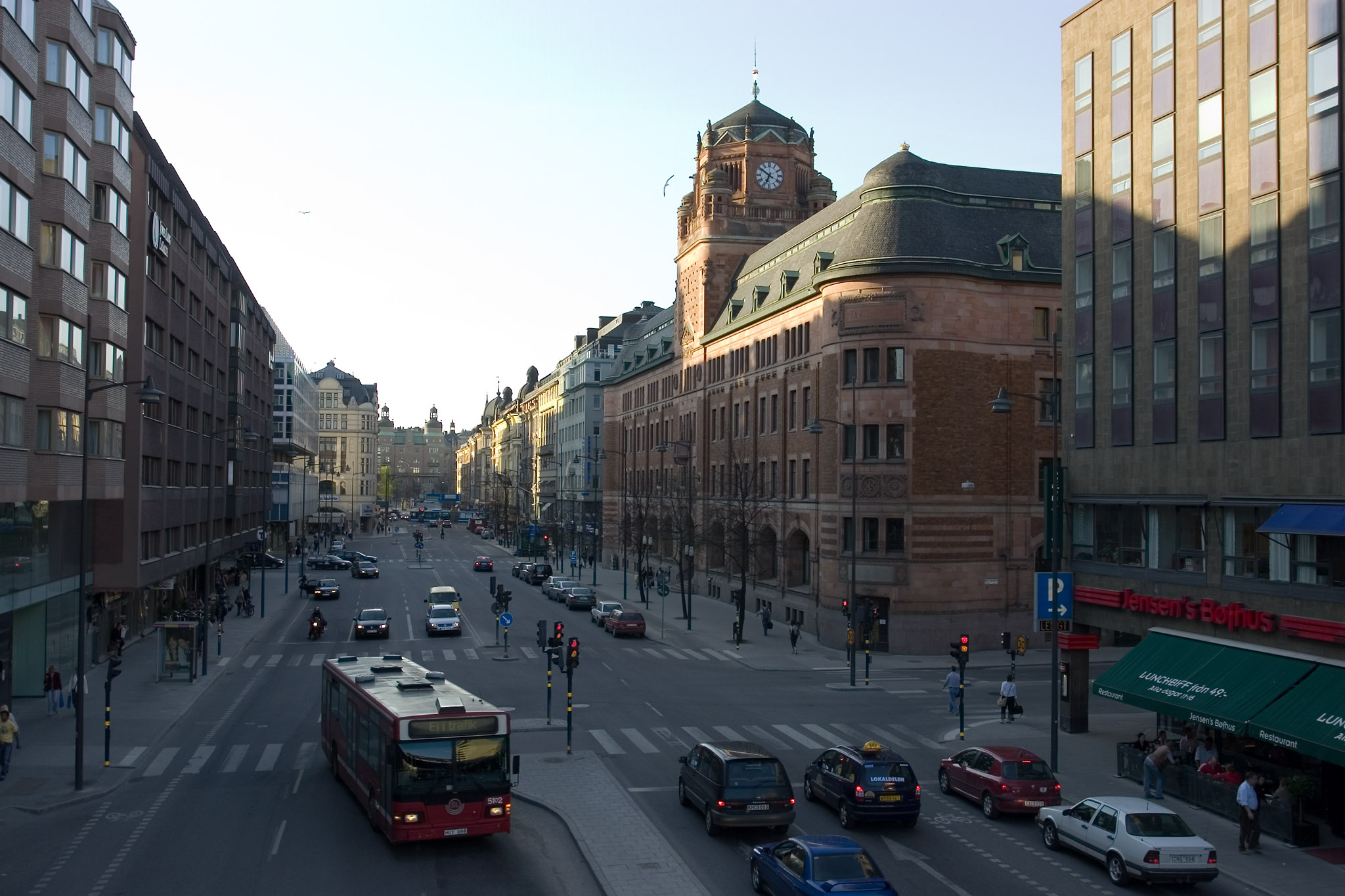
Pennfäktaren 11 i maj 2006, före ombyggnaden (andra huset från vänster).

Pennfäktaren 11 är fastighetsbeteckningen för en kontorsbyggnad i kvarteret Pennfäktaren vid Vasagatan 7 på Norrmalm i centrala Stockholm.

## Historik
Den åtta våningar höga kontors- och affärshuset restes 1976 med putsad fasad där delar var klädda med plåt av hårdeloxerad, brun aluminium. Som byggherre stod Byggnadsstyrelsen och arkitekter var BS Konsult. Byggnaden nyttjades till en början som kontorslokaler åt Statens Järnvägar och Polisen.
År 2009 genomgick byggnaden en omfattande ombyggnad projekterad av Reflex Arkitekter. Den tidigare bärande betongfasaden ersattes med en öppnare i ett system av glaslådor och partier av sträckmetall. Dagtid reflekterar fasaden omgivningen medan den på natten blir mer transparent och genomlyst. Invändigt renoverades byggnadens 15.500 m² och försågs med ny teknik med utgångspunkt från ett s.k. Green Building-koncept och byggnaden var den första i Sverige som LEED-certifierades på guldnivå.
Byggnaden var en av de fem finalisterna i tävlingen Årets Stockholmsbyggnad 2011 arrangerad av Stockholms stad. Samma år nominerades den till Stockholms Byggmästareförenings ROT-pris som tillkommit för att främja ombyggande i Stockholm.
Fasadgestaltningens utmaning var att byggnaden skulle vara så uppglasad som möjligt utan att bli för transparent. Den utformades av arkitekt Boel Hellman på konsultuppdrag av Reflex Arkitekter.
Stockholms Dagblad hade sin redaktion (på Vasagatan 9) där byggnaden Pennfäktaren 11 nu ligger.